# Formula Renault 2.0 Eurocup 2007
Formula Renault 2.0 Eurocup 2007 vanns av nyzeeländaren Brendon Hartley.

## Kalender
| Bana                 | Vinnare            | Vinnare         |
| -------------------- | ------------------ | --------------- |
| Zolder               | Brendon Hartley    | Brendon Hartley |
| Nürburgring          | Henkie Waldschmidt | Charles Pic     |
| Hungaroring          | Brendon Hartley    | Stefano Coletti |
| Donington Park       | Jon Lancaster      | Brendon Hartley |
| Magny-Cours          | Charles Pic        | Tobias Hegewald |
| Estoril              | Jon Lancaster      | Jon Lancaster   |
| Circuit de Catalunya | Jon Lancaster      | Jon Lancaster   |

## Slutställning
| Plats | Förare             | Poäng |
| ----- | ------------------ | ----- |
| 1     | Brendon Hartley    | 134   |
| 2     | Jon Lancaster      | 103   |
| 3     | Charles Pic        | 88    |
| 4     | Stefano Coletti    | 71    |
| 5     | Jaime Alguersuari  | 67    |
| 6     | Frank Kechele      | 67    |
| 7     | Henkie Waldschmidt | 52    |
| 8     | Oliver Turvey      | 51    |
| 9     | Mika Mäki          | 46    |
| 10    | Nelson Pantiatici  | 44    |